# ديفيد س. جونز
ديفيد س. جونز (بالإنجليزية: David C. Jones)‏ هو ضابط أمريكي، ولد في 9 يوليو 1921 في أبردين في الولايات المتحدة، وتوفي في 10 أغسطس 2013 في ستيرلينغ ‏ في الولايات المتحدة بسبب مرض باركنسون.

## وصلات خارجية
- ديفيد س. جونز على موقع مونزينجر (الألمانية)
- ديفيد س. جونز على موقع إن إن دي بي (الإنجليزية)